# Zak Tell
Zak Tell, född i Skarpnäck den 16 november 1970, är sångare och textskrivare i rapmetalgruppen Clawfinger. Han växte upp i Bristol, England, från tre års ålder till 1981 då han flyttade tillbaka till Sverige.